# Tra-Deon Hollins
Tra-Deon Hollins (ur. 22 sierpnia 1995 w Omaha) – amerykański koszykarz występujący na pozycji rozgrywającego, obecnie zawodnik Grand Rapids Drive.
3 lipca 2017 został zawodnikiem AZS Koszalin. 12 września opuścił klub, jeszcze przed rozpoczęciem sezonu regularnego.

## Osiągnięcia
Stan na 7 lutego 2021, na podstawie, o ile nie zaznaczono inaczej..
NJCAA
- Uczestnik turnieju NJCAA dywizji II (2014)

NCAA
- Defensywny zawodnik roku Summit League (2016, 2017)
- Transfer roku Summit League (2016)
- Najlepszy pierwszoroczny zawodnik roku Ligi Summit (2016)
- Zaliczony do:
  - I składu:
    - Ligi Summit (2016, 2017)
    - turnieju Ligi Summit (2017)
    - nowo przybyłych zawodników Ligi Summit (2016)
- Lider[5]:
  - NCAA w przechwytach (2016)[6]
  - konferencji Summit w:
    - asystach (2016, 2017)
    - przechwytach (2016, 2017)

Indywidualne
- Zaliczony do I składu defensywnego G-League (2020)[7]